# Margarita de Luxán
Margarita de Luxán García de Diego (Santander (España), 1945), conocida como Margarita de Luxán, es una arquitecta española, Catedrática emérita de la Universidad Politécnica de Madrid (UPM) de Expresión Gráfica Arquitectónica, reconocida como experta en eficiencia medioambiental y Arquitectura bioclimática.

## Trayectoria
Margarita de Luxán estudió arquitectura en la Escuela Técnica Superior de Arquitectura de Madrid (ETSAM) y obtuvo el título de Arquitecto en 1970, cuatro años después inició su trabajo como docente de Expresión Gráfica Arquitectónica. Las labores de investigación llevan a Luxán al Doctorado en Arquitectura en 1986 y a ser Catedrática de universidad en 1999, en el Departamento de Ideación gráfica Arquitectónica de la ETSAM hasta 2016, año de jubilación que se convierte en Catedrática Emérita de la Universidad Politécnica de Madrid.  
Además de su labor investigadora en Ideación Gráfica Arquitectónica, Luxán desarrolló la faceta medioambiental en la arquitectura reconsiderando soluciones tradicionales que actualmente se estudian como propuestas para la arquitectura bioclimática. En el año 1980 crea junto a los compañeros de la UPM Javier Vizcaíno e Isidro de Villota, el Seminario de Arquitectura Integrada en su Medio Ambiente (S.A.I.M.A.), U.P.M., del que fue Directora desde su creación hasta el año 2016. Desarrolló una amplia actividad investigadora participando en congresos, talleres, y conferencias sobre Habitabilidad (arquitectura) y arquitectura bioclimática, por ejemplo en la década de los noventa fue ponente general del programa "Problemas de Asentamientos Humanos en Europa Meridional" de Naciones Unidas (Human Settlements Problems in Southern Europe to the United Nations Conference), y participó como miembro del Grupo de Investigación para Arquitectura y Urbanismo más Sostenibles GIAU+S (UPM) desde el año 2006 hasta 2016.  
Luxán vivió desde que inicia sus estudios en la ETSAM en 1963, como docente y profesional, unos años en los que la presencia de mujeres era minoritaria en muchos entornos laborales de la arquitectura, sobre todo a pie de obra. En 1975 participó en el movimiento feminista de la Asociación para la Promoción y evolución Cultural (A.P.E.C) de Madrid, ese mismo año publicó en noviembre un artículo titulado “La Mujer, la Arquitectura y la Construcción” en la revista Temas de Arquitectura, n.197.
Como profesional arquitecta es autora de numerosos proyectos de edificios de obra nueva y rehabilitaciones de edificios existentes, en los que desarrolla y ejecuta las soluciones de arquitectura bioclimática que postula en sus investigaciones y en sus escritos. Luxán ha ganado premios nacionales e internacionales, destacar el “Regen Link” por el edificio de 30 viviendas y rehabilitación bioclimática, en San Cristóbal de los Ángeles, Madrid, y el “Premio Nacional a la Cultura Arquitectónica y Urbanística Sostenible”, Foro Civitas Nova 2007 por el conjunto de 351 Viviendas bioclimáticas realizado en Almería.    
Luxán continúa trabajando como profesional arquitecta, en nuevos proyectos, artículos, participando en conferencias y talleres, trabajos en los que sigue desarrollando su visión humana y ecológica de la arquitectura.  Es colaboradora y pertenece al comité científico de la Asociación Sostenibilidad y Arquitectura, ASA, participando en jurados de concursos de arquitectura y urbanismo y en trabajos realizados por la asociación. 

#### Investigación
El título de su tesis doctoral "La arquitectura en la literatura de ciencia ficción, 1926-1976" junto a la creación del Grupo de investigación SAIMA muestran la actividad de Luxán en la década de los años 80 como una introducción de nuevas miradas, poco habituales en el ámbito académico de la Arquitectura en la ETSAM esos años. 
Es autora de publicaciones sobre Expresión Gráfica Arquitectónica, el ámbito de su departamento docente en su etapa de profesora universitaria. Con la visión de la ecología, en el ámbito de la Arquitectura Integrada en su Medio Ambiente, edificios bioclimáticos y rehabilitación energética, es autora de 15 libros, más de 30 artículos así como otras publicaciones entre las que destacan las recomendaciones de integración de parámetros medioambientales, tanto para edificios de nueva construcción como para actuaciones de renovación o rehabilitación de barrios.
Como parte de su labor investigadora, Luxán ha dirigido el grupo SAIMA y ha sido miembro del Grupo GIAU+S, ha dirigido más de 40 proyectos de investigación y trabajos sobre Arquitectura y Medio Ambiente, para administraciones estatales, autonómicas y organismos privados. Entre otros trabajos, destacar la adecuación de normativas como el Código Técnico de la Edificación (CTE) a las diferentes zonas climáticas españolas con estudios específicos (Asturias, Canarias, Andalucía, Madrid). Así como su participación entre 2011 y 2014 en dos proyectos de Investigación, “Lucha contra el cambio climático: tecnologías innovadoras para un uso eficiente de recursos y energía en restauración de viviendas” (LIFE, Comunidad Europea), y “Regeneración urbana integrada, la intervención en polígonos de vivienda de 1960 a 1980. Integración urbana, cohesión social y responsabilidad ambiental”(Proyecto I+D+i Re-Hab).

#### Profesional de la arquitectura
En sus inicios como profesional colaboró, ya en los años de estudiante, en estudios de arquitectura como el liderado por la pareja, Juana de Ontañón y Manuel López Mateos, o el de Francisco Javier Sáenz de Oíza, arquitecto al que reconoce como maestro que ha influido en su visión ecológica y medioambiental de la arquitectura, incluso en el título de su artículo, publicado en 2018, "Francisco Javier Sáenz de Oíza, un maestro de la adecuación bioclimática". Esta visión que desarrolló desde la fundación del Grupo de investigación SAIMA colaborando con equipos multidisciplinares está presente en todos los proyectos y obras ejecutadas por Luxán.
Luxán es autora de Proyectos y Obras Bioclimáticas de más de 70 Edificios y 5 Conjuntos Bioclimáticos, así como numerosos proyectos de Rehabilitación Energética. Las características de todos ellos son la integración de sistemas pasivos para climatizar los espacios con eficiencia energética, integrando soluciones bioclimáticas. Los proyectos más conocidos son residenciales pero también ha realizado edificios para otros usos (enseñanza, bibliotecas, comerciales). Ha colaborado con equipos de redacción del Planes Urbanísticos (Ciudad Bioclimática de Zolina, Navarra, Proyecto del Parque Central del Henares, Madrid).
En 2002 ganó el primer premio en el concurso para realizar 351 viviendas e instalaciones para los Juegos del Mediterráneo del 2005, proyecto ya ejecutado que ganó también el “Premio Nacional a la Cultura Arquitectónica y Urbanística Sostenible”, del Foro Civitas Nova en 2007. El proyecto de viviendas en San Cristóbal de los Ángeles, en Madrid ha sido premiado en tres ocasiones.

## Reconocimientos

#### Académicos
- 1999-2016 Catedrática de universidad (UPM) de Expresión Gráfica Arquitectónica.
- 2014-2016 Coordinadora del Doctorado en Comunicación Arquitectónica DOCA.[26]
- 2016 Catedrática Emérita de la Universidad Politécnica de Madrid (UPM).

#### Premios en concursos internacionales
- 1.980 "Ideas sobre el Hábitat Mediterráneo", Fundación Postuniversitaria Internacional, París, en colaboración con SAIMA[5]
  1. Finalistas.

- 1.986 "Working in the City", Commission European Communities, con SAIMA[5] Proyecto Bioclimático de Biblioteca pública. 
  1. Segundo Premio

- 2001-2007 “Regen Link”. Commission European Communities, San Cristóbal de los Ángeles,[13] Madrid. Edificio 30 viviendas y Rehabilitación Bioclimática de edificio.[12]
  1. Primer Premio Regen Link, y encargo.
  2. “Bests Assesment” Green Building Challenge, Tokio 2005
  3. Premio Internacional Isover 2007

#### Premios en concursos nacionales
- 1.983 "Ordenación del Bajo de Guía", Ordenación del Barrio de Sanlúcar de Barrameda, Cádiz.  
  1. Primer Premio, encargo y realización del Plan Especial de la zona.
- 2002-2007 Conjunto 351 Viviendas bioclimáticas en Almería.
  1. Primer Premio y encargo.
  2. “Premio Nacional a la Cultura Arquitectónica y Urbanística Sostenible”,[14] Foro Civitas Nova 2007.[15][16]

## Proyectos seleccionados
- 2001 Directora del “Estudio de Integración Medioambiental y Adecuación Energética urbanística y para las edificaciones de los Juegos del Mediterráneo del 2005 en Almería”.
- 2005 Proyecto y dirección de conjunto bioclimático de 351 viviendas para ser ocupadas por los atletas, y dotaciones deportivas en El Toyo, Almería.
- 2007 San Cristóbal de los Ángeles,[13] Madrid. En colaboración con Gloria Gómez Muñoz. Edificio Bioclimático para 30 viviendas y Rehabilitación Bioclimática de edificio de 28 viviendas.
- 2008 Ecobarrio Logroño Oeste[27] Colaboración en equipo de clima, equipamientos, usos y vitalidad urbana.

## Publicaciones seleccionadas[28]

#### Tesis doctoral
- 1986 La arquitectura en la literatura de ciencia ficción, 1926-1976.[4] Escuela Técnica Superior de Arquitectura de Madrid (UPM).[20]

#### Manuales sobre Adecuación Energética, Medioambiental y Edificaciones Bioclimáticas.
- 1996 Arquitectura integrada en el medio ambiente. Primer Catálogo español de Buenas Prácticas, Ministerio de Fomento, Madrid.[21]
- 2007 Guía para el cumplimiento CTE-HE1 sobre eficiencia energética en vivienda en los climas Canarios, Instituto Tecnológico Canarias.[23]
- 2005-2008 Actuaciones con criterios de sostenibilidad en la rehabilitación de viviendas en el centro de Madrid, Empresa Municipal de Vivienda y Suelo de Madrid.[25]
- 2006-2008 Actuaciones con criterios de sostenibilidad en la rehabilitación de viviendas en la periferia de Madrid, Empresa Municipal de Vivienda y Suelo de Madrid.[29]
- 2009 Actuaciones con criterios de sostenibilidad en la rehabilitación de viviendas en el centro de Madrid. En colaboración con Mariano Vázquez Espí, Mar Barbero, Emilia Román, Gloria Gómez Muñoz. EMVS de Madrid. ISBN: 978-84-935719-8-6[24]
- 2008 Estudio de las exigencias del CTE de la edificación para las distintas zonas climáticas de la Comunidad de Madrid referido a vidrios en carpinterías.[8]
- 2011 Guía de edificios de vivienda sostenibles y de eficiencia energética en Asturias,[22] para FECEA.
- 2011 Sostenibilidad energética de la Edificación en Canarias, Manual de Diseño, Instituto Tecnológico Canarias.[30]
- 2011 Habitar Sostenible. Integración medioambiental en 15 casas de arquitectura popular española, M. de Fomento.
- 2012 Adecuación Energética para viviendas en Lorca, Ayuntamiento de Lorca.[3][31][32]

#### Otras
- 2018 Guía de rehabilitación exprés para hogares vulnerables.[33] En colaboración con Carmen Sánchez‐Guevara, Emilia Román, Mar Barbero y Gloria Gómez Muñoz.
- 2018 Francisco Javier Sáenz de Oíza, un maestro de la adecuación bioclimática.[17]
- 2019 Pobreza energética en España. Miradas específicas.[18]